# Ben Daniels

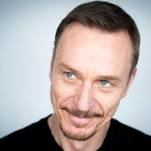
Ben Daniels

Ben Daniels (Nuneaton, 10 juni 1964) is een Brits acteur.

## Biografie
Daniels specialiseerde zich van 1980 tot en met 1982 op de secondary school in theaterwetenschap en Engelse literatuur. In die periode was hij ook een trouwe bezoeker van voorstellingen van de Royal Shakespeare Company. Na zijn eindexamen studeerde hij drie jaar aan de London Academy of Music and Dramatic Art in Londen.
Daniels speelde een van zijn eerste rollen in twee videoclips van de band Moody Blues; in Your Wildest Dreams uit 1986 en I Know You're Out There Somewhere was hij te zien als de jonge versie van zanger Justin Hayward. In 1987 maakte Daniels televisiedebuut in de serie One by One, waarna nog meerdere rollen speelde in televisieseries en films volgden. Naast het acteren voor televisie is hij ook zeer actief in lokale theaters.

## Persoonlijk leven
Daniels is openlijk homoseksueel en woont samen met acteur Ian Gelder. In zijn vrije tijd is hij actief in raja-yoga en kunstschilderen.

## Filmografie

### Films
Uitgezonderd korte films.
- 2024: Argylle - als barkeeper
- 2021: Benediction - dr. Rivers
- 2019: Captive State - als Daniel
- 2018: Jesus Christ Superstar Live in Concert - als Pontius Pilatus
- 2016: Rogue One: A Star Wars Story – als generaal Merrick
- 2016: The Exception – als kolonel Sigurd von Ilsemann
- 2015: Casanova – als Francois-Joachim de Bernis
- 2015: Virtuoso – als Emporer Joseph II
- 2014: Luna – als Grant
- 2013: The Wipers Times – als lieutenant kolonel Howfield
- 2013: Locke – als Gareth (stem)
- 2013: Jack the Giant Slayer – als Fumm
- 2009: The Last Days of Lehman Brothers – als John Thain
- 2007: Who Killed Mrs De Ropp? – als Saki
- 2005: Doom – als Goat
- 2005: Ian Fleming: Bondmaker – als Ian Fleming
- 2003: Real Men – als DI Matthew Fenton
- 2002: Fogbound – als Leo
- 2001: Conspiracy – als dr. Joseph Bühler
- 2001: Married/Unmarried – als Danny
- 2000: Britannic – als Townsend
- 1999: Fanny and Elvis – als Andrew
- 1998: Madeline – als tutor Leopold
- 1998: I Want You – als Bob
- 1997: Passion in the Desert – als Augustin Robert
- 1997: David – als Jonathan
- 1996: Truth or Dare – als Ben
- 1996: Beautiful Thing – als Tony
- 1994: Romeo & Juliet – als Mercutio
- 1994: W.S.H. – als Kleinman
- 1992: The Bridge – als Rogers
- 1991: The Lost Language of Cranes – als Robin Bradley
- 1988: Freedom Fighter – als Striemer
- 1987: Wish You Were Here – als politieagent

### Televisieseries
Uitgezonderd eenmalige gastrollen.
- 2024: Interview with the Vampire - als Santiago - 6 afl.
- 2023: Foundation - als Bel Riose - 6 afl.
- 2021: Passenger List - als Rory - 8 afl.
- 2021: Jupiter's Legacy - als Walter Sampson / Brainwave - 8 afl.
- 2019: The Crown - als Lord Snowdon - 8 afl.
- 2016–2017: The Exorcist – als pastoor Marcus Keane – 20 afl.
- 2016: The Hollow Crown – als Duke of Buckingham – 2 afl.
- 2015: Flesh and Bone – als Paul – 8 afl.
- 2014: Jamaica Inn – als Francis Davey – 3 afl.
- 2013–2014: House of Cards – als Adam Galloway – 7 afl.
- 2013: The Paradise – als Tom Weston – 8 afl.
- 2011: Merlin – als Tristan – 2 afl.
- 2009–2010: Law & Order: UK – als eerste hulpofficier van justitie James Steel – 26 afl.
- 2008: The Passion – als Caiaphas – 4 afl.
- 2007: Stellenbosch – als rechercheur Ben – 2 afl.
- 2006: The State Within – als Nicholas Brocklehurst – 6 afl.
- 2006: The Virgin Queen – als Francis Walsingham – 3 afl.
- 2002–2004: Cutting It – als Finn Bevan – 19 afl.
- 1999: Aristocrats – als Lord Kildare – 5 afl.
- 1994: Outside Edge – als Alex Harrington – 5 afl.
- 1989: The Paradise Club – als DC Webster – 2 afl.

- Gemeinsame Normdatei: 1075005914
- International Standard Name Identifier: 0000 0000 4996 0046
- Library of Congress Control Number: nr2003035264
- MusicBrainz: 269594f1-fb91-4db9-a49f-ad85d6f6ae65
- Nationale Bibliotheek van Israël: 987007424334205171
- Système universitaire de documentation: 162421842
- Virtual International Authority File: 68875910
- WorldCat: E39PBJppGmJ3HrqdDFjFT8YVmd